# Chionaema ridleyi
Chionaema ridleyi là một loài bướm đêm thuộc phân họ Arctiinae, họ Erebidae.